# Tabebuia crispiflora
Tabebuia crispiflora là một loài thực vật có hoa trong họ Chùm ớt. Loài này được Alain miêu tả khoa học đầu tiên năm 1971.